# Binta y la gran idea
 (juin 2024).
Pour plus de détails, voir Fiche technique et Distribution.
Binta y la gran idea est un film espagnol sorti en 2004 du scénariste et réalisateur Javier Fesser. Le film met en vedette Zeynabou Diallo dans le rôle de Binta, Agnile Sambou dans celui du père de Binta, et Aminata Sane dans celui de Soda. La durée du film est d'environ 31 minutes et les dialogues sont en diola et en français. Le film est inclus dans la collection des courts métrages nommés aux Oscars par Magnolia Pictures et Shorts International. La collection est sortie en salle le 16 février 2007. Le film a été réalisé en collaboration avec l'UNICEF, à qui tous les bénéfices ont été reversés.

## Synopsis
Binta est une jeune fille africaine qui sert de narratrice et raconte l'histoire de son père et de sa "grande idée". Son père est un petit pêcheur local dans un village paisible près de Bignona, au Sénégal. Un de ses amis, récemment revenu d'Europe, lui décrit la pêche là-bas, expliquant que les Européens peuvent attraper des milliers de poissons avec de grands bateaux équipés de sonar. Impressionné, l'ami encourage le père de Binta à demander un permis au gouvernement pour obtenir un plus grand bateau. Il lui parle également de la nécessité d'obtenir un permis pour une arme afin de protéger ses richesses une fois qu'il sera devenu prospère. L'ami montre aussi sa montre, qui sonne tous les jours à midi, laissant le père de Binta perplexe quant à l'utilité de cette alarme.
Le film montre le père de Binta montant les échelons du gouvernement, partageant ses idées avec divers fonctionnaires. En parallèle, l'histoire alterne avec celle de Soda, la cousine de Binta, et de son père, un ancien du village. Soda souhaite ardemment aller à l'école, mais son père pense que les filles africaines doivent apprendre à tenir la maison, puis se marier et s'occuper de leur foyer et de leur famille.
Les enfants de l'école du village montent une pièce de théâtre pour convaincre le père de Soda de la laisser aller à l'école. Finalement, il est convaincu et permet à Soda de recevoir une éducation.
À la fin, quand le père de Binta rencontre le chef provincial, il révèle sa grande idée : il veut contribuer à rendre le monde meilleur en adoptant un tubab (enfant blanc), "de préférence sevré", pour lui enseigner des qualités que la société industrielle occidentale a largement perdues, comme le partage, la solidarité et l'utilisation durable des ressources.

## Distribution
- Zeynabou Diallo : Binta
- Agnile Sambou : père de Binta
- Aminata Sane : Soda

## Prix
- 79e cérémonie des Oscars : 2007 – (Nommé) ; Oscar du meilleur court métrage (prises de vues réelles)[2]
- George Lindsey/UNA Film Festival ⁣: 2007 – Best of Show, Meilleur court métrage professionnel
- Indianapolis International Film Festival : 2006 – Grand prix du jury ; meilleur court métrage
- Alcalá de Henares festival de court métrage : 2005 – Prix de la ville d'Alcalá ; meilleur court métrage
- Chicago International Children's Film Festival : 2004 – Prix Montgomery ; Meilleur film ou vidéo d'un réalisateur émergent